# アテネ国立庭園
アテネ国立庭園（ギリシア語: Εθνικός Κήπος，英語: National Garden）はギリシャのアテネ中心部にある公園。公園の北側にはかつての王宮である国会議事堂、南側は第一回近代オリンピック会場跡のザッペイオン(ザッピオ)とゼウス神殿、東側にはパナシナイコスタジアム、西側はシンタグマ広場が隣接している。

## 概要

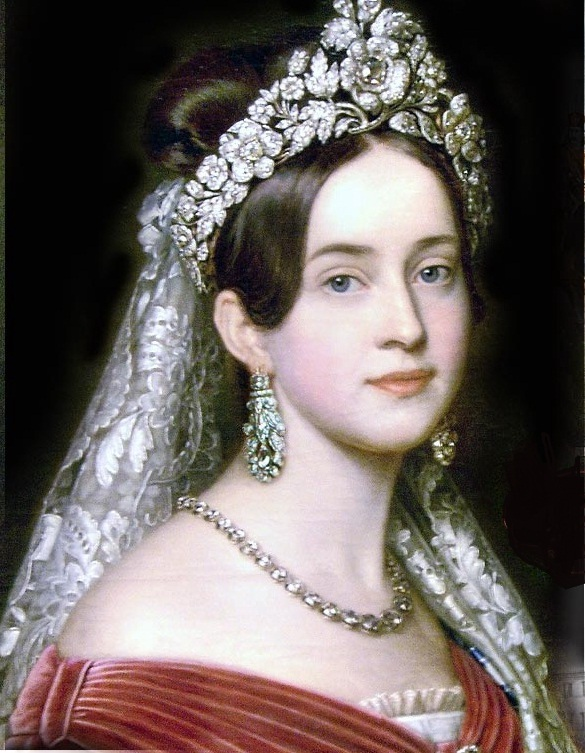
アマリア王妃

国立庭園は、1838年にギリシャ王妃アマリアにより建設が命じられ、1840年に王立庭園として完成した。庭園を設計したのはドイツ人の植物学者フリードリッヒ・カール・シュミットであり、彼が庭園に導入した500種類の植物はギリシャの乾燥した気候に順応できず、現在ではほとんど残っていない。当時、王立庭園の一部は午前中は王族専用とされていたが、午後は広く市民に開放された。
1878年には第一回近代オリンピックのフェンシング会場としてザッペイオン(ザッピオ)が庭園の南隣に建てられた。この建物は、現在は会議場・展示場として使われている。1920年代に王立庭園は国立庭園に改名された。公園の正面入口はギリシャ王妃アマリアが植樹した12本のヤシの木のある場所に定められ、公園に面した大通りはアマリア王妃大通りと命名された。2004年に、ギリシャ政府は90年間の庭園保有権をアテネ市に認め、その時以来庭園の運営管理は非営利の文化団体“Neon”に任されている。
現在、アテネ国立庭園の施設は日の出から日没まで市民に開放されており、庭園内にはアヒルが飼われている池や、植物園、小規模なカフェ、子供のための図書室とプレイルームがある。

## 現地へのアクセス
- アテネ地下鉄 シンタグマ駅 に隣接
- アテネ地下鉄 アクロポリ駅 から北東へ約800m